# Tall Szaghib
Tall Szaghib (arab. تل شغيب) – miejscowość w Syrii w muhafazie Aleppo. W 2004 roku liczyła 5110 mieszkańców.